# Arnau Puigmal
Arnau Puigmal (Barcelona, 2001. január 10. –) spanyol korosztályos válogatott labdarúgó, a spanyol Almería középpályása.

## Pályafutása

### Klubcsapatokban
Puigmal a spanyolországi Barcelona városában született. Az ifjúsági pályafutását a helyi Espanyol csapatában kezdte, majd az angol Manchester United akadémiájánál folytatta.
2021-ben mutatkozott be a spanyol Almería másodosztályban szereplő felnőtt keretében. Először a 2021. augusztus 16-ai, Cartagena ellen 3–1-re megnyert mérkőzés 90+2. percében, Largie Ramazani cseréjeként lépett pályára. Első gólját 2021. október 24-én, a Mirandés ellen idegenben 4–1-es győzelemmel zárult találkozón szerezte meg. A 2021–22-es szezonban feljutottak a La Ligába.

### A válogatottban
Puigmal az U16-os, az U17-es, az U18-as és az U19-es korosztályú válogatottban is képviselte Spanyolországot.

## Statisztikák
2023. április 9. szerint
| Klub     | Szezon   | Osztály          | Bajnokság | Bajnokság | Kupa és Ligakupa | Kupa és Ligakupa | Nemzetközi | Nemzetközi | Összesen | Összesen |
| Klub     | Szezon   | Osztály          | Meccs     | Gól       | Meccs            | Gól              | Meccs      | Gól        | Meccs    | Gól      |
| -------- | -------- | ---------------- | --------- | --------- | ---------------- | ---------------- | ---------- | ---------- | -------- | -------- |
| Almería  | 2021–22  | Segunda División | 33        | 5         | 1                | 0                | —          | —          | 34       | 5        |
| Almería  | 2022–23  | La Liga          | 16        | 1         | 1                | 0                | —          | —          | 17       | 1        |
| Összesen | Összesen | Összesen         | 49        | 6         | 2                | 0                | 0          | 0          | 51       | 6        |

## Sikerei, díjai
Almería
- Segunda División
  - Győztes (1): 2021–22